# Agustín Crame
Agustín Crame y Mañeras (Tudela, Navarra, España, 1730-La Habana, Cuba, 17 de noviembre de 1779) fue un ingeniero militar con el grado de brigadier, quien en 1776, por sugerencia del teniente general conde Alejandro O'Reilly, parte de Veracruz como inspector de las plazas de la costa sur del Caribe con el propósito de regular los gastos destinados al sistema defensivo y establecer la estrategia para la protección de las fortificaciones en Trinidad, Margarita, Cumaná, Guayana, La Guaira, Puerto Cabello, Cartagena de Indias, Portobelo, Nicaragua y Campeche.

## Obras realizadas
Su labor en el Caribe la lograría a partir del reconocimiento de dichas fortificaciones en cuanto a baterías, estado de la artillería y municiones y personal necesario de artesanos y tropas. La Corona le concedió amplios poderes para estos fines y advirtió al gobernador y capitán general de la provincia de Venezuela de no proceder con ninguna obra militar, sin la previa aprobación del inspector.
- Viajó a Cuba con los ingenieros militares que envió la Corona española para fortalecer la defensa de la capital después de la Toma de La Habana por los ingleses.
- Participó en la reconstrucción del Castillo de los Tres Reyes del Morro y edificó, con Silvestre Abarca, el Castillo del Príncipe (La Habana) y el Castillo de Atarés.
- Entre 1766 y 1767 intervino en la reconstrucción y reforma defensiva del Castillo de San Pedro de la Roca del Morro de Santiago de Cuba.[3]

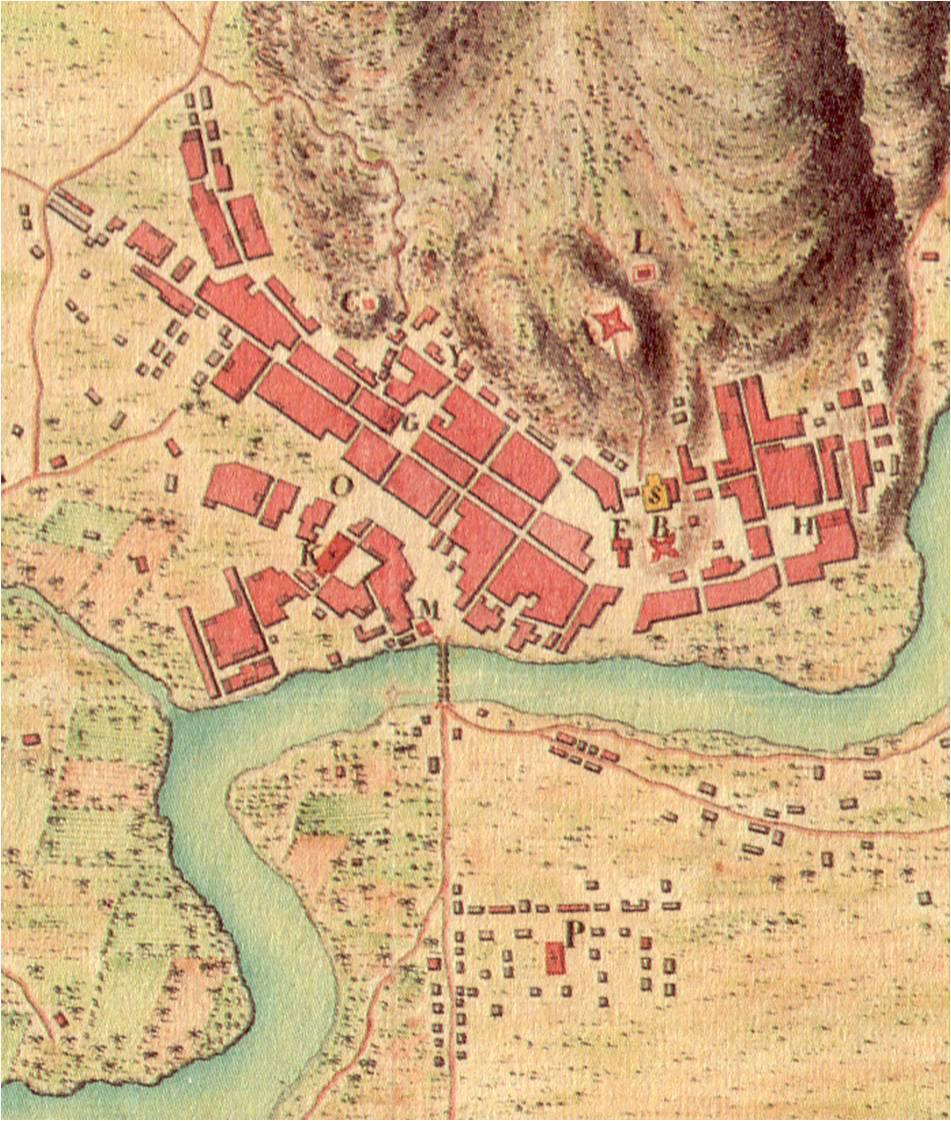
Plano de Cumaná de Agustín Crame

- Plano de Cumaná de Agustín CrameCrame llegó a Cumaná a fines de 1776, procedente de La Habana, acompañado de cinco ingenieros ayudantes. Al año siguiente inició su labor en los castillos de Guayana y enseguida envió a Madrid los planes de defensa para las provincias de Guayana y Cumaná.
- Luego se desplaza a Puerto Cabello donde redacta el informe titulado Razones para conservar sus fortificaciones y aumentarlas; en el mismo propuso completar el Castillo San Felipe llevándolo a la forma de estrella de cinco brazos, con un baluarte en cada punta. También diseñó el plano de la ciudad y de sus entornos.
- Elaboró un plan de defensa para Maracaibo, en el cual propuso, en particular, la reconstrucción del Castillo de San Carlos de la Barra, que fue llevada a cabo según su proyecto por el ingeniero Casimiro Isava.
- Para La Guaira, Crame elaboró el plano de la plaza que manifiesta el actual estado en que queda la obra de la muralla frente al mar, sugiriendo algunos cambios a los planos que había elaborado el ingeniero comandante de la provincia, Miguel González Dávila.
- Elaboró todo el sistema defensivo entre La Guaira y Caracas, en el cual propuso establecer en la cumbre, a mitad del camino entre ambas ciudades, el reducto de San Joaquín. En términos generales, estos estudios se circunscribieron a un plan defensivo cuyo objetivo era controlar la comunicación con el mar pero no de facilitarla.
- Confeccionó un plano de la isla de Cuba, y en 1786-1787, junto con el ingeniero Miguel del Corral, proyectó el canal interoceánico en el istmo de Tehuantepec, México.[4]

## Premios y condecoraciones
- Elogios de la Junta de Fortificación y Defensa de Indias.
- Grado de mariscal de campo.
- Nombramiento de gobernador de Yucatán y Campeche, otorgado por el rey Carlos III.